# Antoni Wilczewski
Antoni Karol Jan Wilczewski (ur. 11 lipca 1814 w Bydgoszczy, zm. po 1842), polski lekarz.

## Życiorys
Był synem Karola i Karoliny z domu Puhan. Ukończył Królewskie Gimnazjum Fryderyka Wilhelma w Bydgoszczy (egzamin dojrzałości w 1832) i w 1833 podjął studia medyczne na Uniwersytecie Wrocławskim. W 1836 przeniósł się na dalsze studia do Berlina, gdzie po roku uzyskał dyplom doktora medycyny i chirurgii. Podstawą promocji doktorskiej była rozprawa De colica saturnina (Berlin 1837).
Po studiach Wilczewski powrócił do rodzinnej Bydgoszczy. Był pierwszym lekarzem-Polakiem, prowadzącym w tym mieście prywatną praktykę w XIX wieku. Później przeniósł się do Inowrocławia, gdzie w 1842 pełnił funkcje radcy sanitarnego i lekarza (fizyka) powiatowego. Dalsze jego losy nie są znane, prawdopodobnie zmarł przed 1882, gdyż nie figuruje w urzędowym wykazie lekarzy Rzeszy Niemieckiej z tego roku.
Jego młodszy brat Karol (1816-1896) był również lekarzem, przez jakiś czas praktykującym w Bydgoszczy, potem w Malborku.